# Johan Heldenbergh
Johan Heldenbergh, né le 9 février 1967 à Wilrijk en Belgique, est un acteur et directeur de théâtre belge.

## Biographie
Johan Heldenbergh est né le 9 février 1967 à Wilrijk en Belgique.

### Vie privée
Johan Heldenbergh a été marié pendant dix-neuf ans à l'actrice Joke Devynck avec qui il a eu trois enfants, Tita Johanna (né en 2001) et les jumeaux Cosmo et Jona Heldenbergh (nés en 2003). Ils se sont séparés en 2013.  
Il est remarié depuis 2018 à l'actrice belge Jozefien Mombaerts. Ils ont un fils, Wolfgang Magnus Heldenbergh, né en 2019.

## Filmographie

### Cinéma

#### Longs métrages
- 1995 : Antonia et ses filles (Antonia) de Marleen Gorris : Tom
- 2003 : Any Way the Wind Blows de Tom Barman : Schoesetters
- 2004 : Steve + Sky de Felix Van Groeningen : Jean-Claude
- 2007 : Ben X de Nic Balthazar : Le professeur de religions
- 2007 : Firmin de Dominique Deruddere : Buisson surdimensionné
- 2008 : Moscow, Belgium de Christophe Van Rompaey : Werner
- 2009 : La Merditude des choses de Felix Van Groeningen : Breejen
- 2010 : Hasta la vista de Geoffrey Enthoven : Maarten
- 2010 : Turquaze de Kadir Feraci Balti : Koenraad De Schepper
- 2012 : Alabama Monroe (The Broken Circle Breakdown) de Felix Van Groeningen : Didier
- 2015 : Belgica de Felix Van Groeningen : Bruno Schollaert
- 2015 : La Résistance de l'air de Fred Grivois : Renaud
- 2015 : Le Tout Nouveau Testament de Jaco Van Dormael : le prêtre
- 2016 : Les Confessions (Le confessioni) de Roberto Andò : Michael Wintzl
- 2017 : La Femme du gardien de zoo (The Zookeeper's Wife) de Niki Caro : Jan Żabiński
- 2017 : Gaspard va au mariage d'Antony Cordier : Max, le père de Gaspard
- 2017 : 55 Steps de Bille August : Robert
- 2017 : Kleine IJstijd de Paula van der Oest : Alex
- 2018 : Carnivores de Jérémie Renier et Yannick Renier : Paul Brozek
- 2018 : Larguées d'Éloïse Lang : Thierry
- 2018 : The Wall Street Project (The Hummingbird Project) de Kim Nguyen : Amish Elder
- 2019 : Porcelain de Jenneke Boeijink : Arend
- 2020 : Qu'un sang impur... d'Abdel Raouf Dafri : Colonel Andreas Breitner
- 2020 : La Voix d'Aïda (Quo vadis, Aïda ?) de Jasmila Žbanić : colonel Thom Karremans
- 2020 : Sisyphus at Work de Ramon Gieling : Talma
- 2021 : Une femme de notre temps de Jean-Paul Civeyrac : Hugo
- 2021 : Encontro de François Manceaux : Alain
- 2021 : Mon père est une saucisse (Mijn vader is een saucisse) d'Anouk Fortunier : Ron
- 2021 : Cool Abdoul de Jonas Baeckeland : Ron
- 2022 : Couleurs de l'incendie de Clovis Cornillac : Major Dietrich
- 2022 : Les Pires de Lise Akoka et Romane Guéret : Gabriel
- 2023 : Comandante d'Edoardo De Angelis : Georges Vogels
- 2023 : Amal : Un esprit libre de Jawad Rhalib : Luc
- 2024 : Jeunesse, mon Amour de Léo Fontaine : Le Promeneur
- 2025 : Ad vitam de Rodolphe Lauga : Vanaken

#### Court métrage
- 1998 : She will be mine de Michel Maréchal

### Télévision
- 1994 : Wittekerke (nl) : Johan
- 1995 : Ons geluk : René Hox
- 1996 : Buiten de Zone : Un enseignant
- 1998 : Heterdaad : Frank Leuridon
- 2000 : Flikken : Rik
- 2001 : Recht op recht: Joris Aerts
- 2001 : Liefde & Geluk : Un agent
- 2005 : Gezocht : Man : Thomas
- 2006 : Witse : Dirk Desmet
- 2009 : Jes : John Gillis
- 2011 : Code 37 : Pascal Kardinaals
- 2011 : De Ronde : Peter Willemyns
- 2013 : Urgence disparitions (Vermist) : Le chef de Ilse
- 2013 : Bron (The Bridge) : Axel Mössberg
- 2016 : Tunnel (The Tunnel) : Robert Fournier
- 2023 : Tout le monde aime les diamants (Everybody Loves Diamonds) : l'inspecteur Mertens
- 2024 : La Peste d'Antoine Garceau : Jean Tarrou